# Relaciones Brasil-Portugal
Las relaciones Brasil-Portugal son las relaciones internacionales entre Brasil y Portugal. Las relaciones entre Brasil y Portugal se han extendido durante cuatro siglos, comenzando en 1532 con el establecimiento de São Vicente, el primer asentamiento permanente portugués en América, hasta la actualidad. Las relaciones entre los dos están intrínsecamente vinculadas debido al Imperio portugués. Siguen obligados por un lenguaje común y líneas ancestrales en portugués brasileño, que se remontan cientos de años atrás.
Actualmente, Brasil y Portugal comparten una relación privilegiada, como lo demuestra la coordinación política y diplomática alineada, así como la cooperación económica, social, cultural, legal, técnica y científica.
Según una encuesta de 2011 de la BBC, el 76% de los portugueses ven positivamente la influencia de Brasil, y el 8% la ve negativamente, la percepción más favorable de Brasil para cualquier otro país encuestado en el mundo.
Ambos países son miembros de pleno derecho de la ABINIA, la AICO, la BIPM, el CAF,  la CEI, la CEPAL, el CERLALC, la COMJIB, la CPLP, la Fundación EU-LAC, la OEI, la OISS, la OIJ, la ONU y la SEGIB..

## Historia

### Orígenes

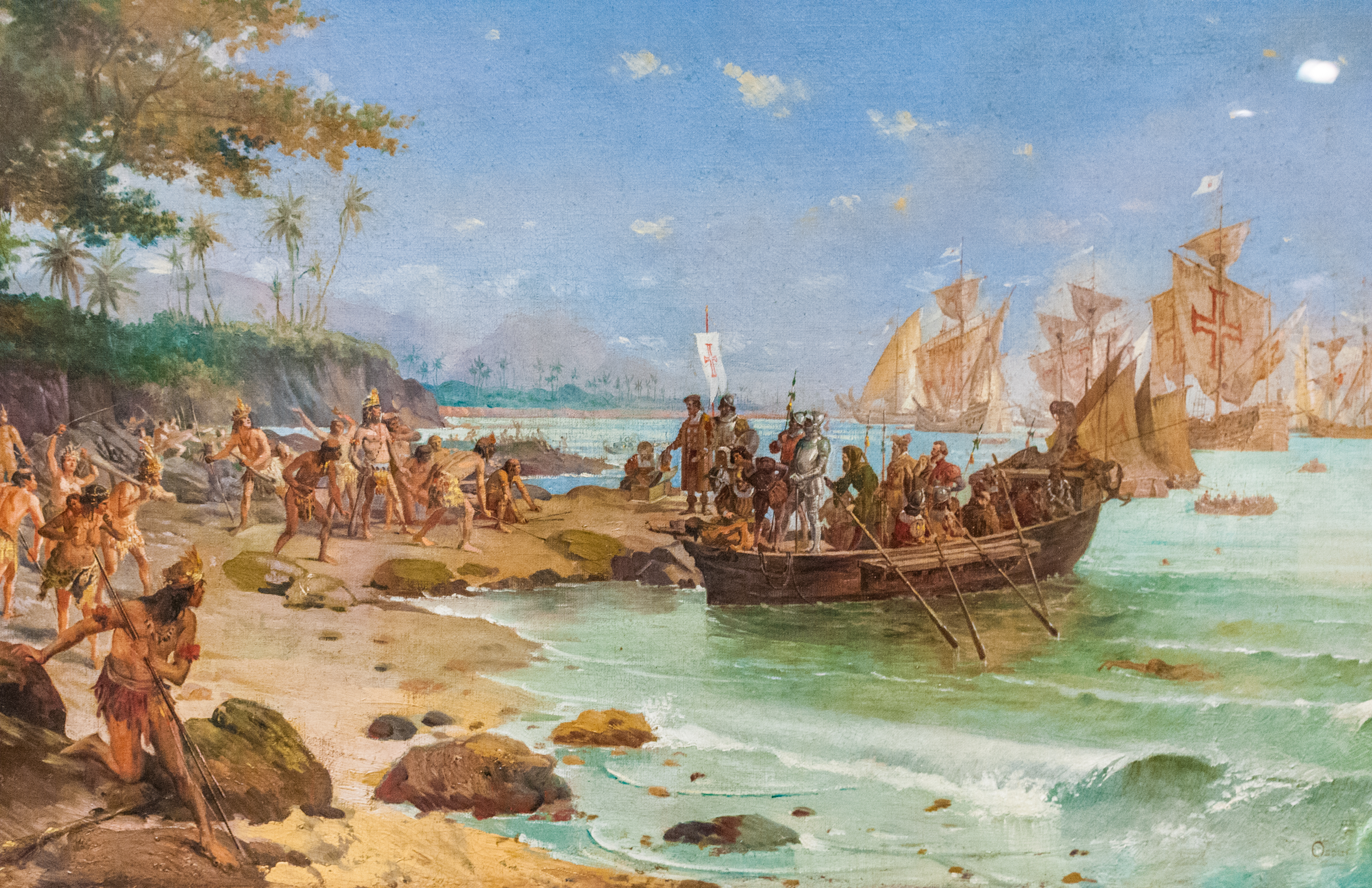
Desembarco de Cabral en Porto Seguro, óleo sobre tela, Oscar Pereira da Silva, 1904.

En abril de 1500, Brasil fue reclamado por Portugal a la llegada de la flota portuguesa comandada por Pedro Álvares Cabral. Hasta 1530, Portugal aún no había establecido su primera colonia en Brasil. En el primer siglo de asentamiento, los portugueses se dieron cuenta de que sería difícil usar a los  nativos como  trabajo esclavo. No eran dóciles, tenían una alta mortalidad cuando se exponían a enfermedades occidentales y podían escapar y esconderse con bastante facilidad. Por lo tanto, Portugal recurrió a  esclavos africanos para realizar trabajos manuales.
En los siglos XVI y XVII, los ingresos oficiales de Brasil fueron pequeños: alrededor del 3 por ciento de los ingresos públicos portugueses en 1588 y el 5 por ciento en 1619. La actividad económica se concentró en una pequeña población de colonos involucrados en una industria altamente rentable orientada a la exportación caña de azúcar en el Nordeste.
En la década de 1690, el descubrimiento de oro, y en la década de 1720 diamantes más al sur en Minas Gerais, abrieron nuevas oportunidades. La industria del oro estaba en su punto máximo alrededor de 1750, con una producción de alrededor de 15 toneladas al año, pero a medida que se agotaban los mejores depósitos, la producción y las exportaciones disminuyeron. En la primera mitad del siglo XVIII, las remesas de ganancias de oro promediaron 5,23 millones de reales (£ 1,4 millones) al año, de los cuales los ingresos reales identificables fueron de alrededor del 18 por ciento. Los envíos totales de oro brasileño durante todo el siglo XVIII fueron de entre 800 y 850 toneladas.

### Reino Unido de Portugal, Brasil y Algarve
En 1808, el gobernante portugués, Príncipe Regente  Juan VI,  huyó a Río de Janeiro para escapar de la Invasión francesa de Portugal. Trajo con él alrededor de 10.000 de los establecimientos del continente: la aristocracia, la burocracia y algunos militares. Durante 13 años, Río de Janeiro funcionó como la capital del Reino de Portugal en lo que algunos historiadores llaman una "inversión metropolitana", es decir, una antigua colonia que ejerce el gobierno sobre la totalidad del imperio portugués.
En 1815, durante el Congreso de Viena, Juan VI creó el Reino Unido de Portugal, Brasil y Algarve, elevando a Brasil al mismo rango que Portugal e incrementando la independencia administrativa de Brasil. Los representantes brasileños fueron elegidos para los tribunales constitucionales portugueses. En 1816, con la muerte de  Reina María, Juan VI fue coronado Rey de Portugal y Brasil en Río de Janeiro.
Juan VI se enfrentó a una crisis política cuando algunos grupos [¿quién?] en Portugal intentaron revertir la metropolitanización de su antigua colonia. Con el final de las Guerras Napoleónicas llegaron los llamados para que John regresara a Lisboa y para que Brasil volviera a su condición colonial anterior. A finales de 1821 la situación se estaba volviendo insoportable y Juan VI y la familia real regresaron a Portugal.

### Independencia de Brasil

La declaración de independencia de Brasil, tal como se describe en "El Grito de la Ipiranga", de Pedro Américo, 1888.

Los tribunales portugueses exigieron que el Príncipe  Pedro regresara a Portugal. Como su padre le había aconsejado que hiciera, el príncipe en cambio declaró su intención de quedarse en Brasil en un discurso conocido como "Fico" ("Me quedo"). Pedro proclamó la independencia brasileña el 7 de septiembre de 1822 y posteriormente se convirtió en el primer emperador del país. Hubo cierta resistencia armada de las guarniciones portuguesas en Brasil, pero la lucha fue breve. Portugal reconoció la independencia de Brasil en 1825.

### Incidente de laRevolta da Armada

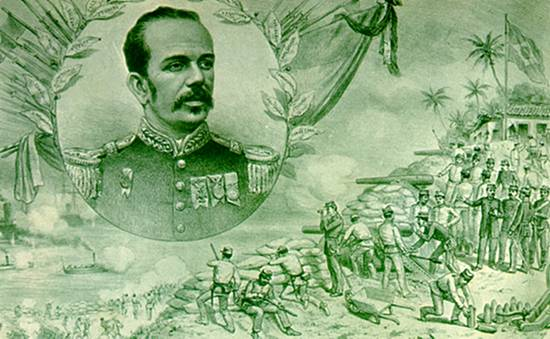
La Revolta da Armada en una ilustración de Angelo Agostini.

En 1894, las relaciones entre los dos estados fueron tensas luego de que Portugal otorgó refugio a los rebeldes brasileños luego del incidente "Revolta da Armada". Portugal había enviado una fuerza naval constituida por los buques de guerra Mindello y Affonso de Albuquerque a Río de Janeiro para proteger los intereses portugueses durante la rebelión naval contra el Presidente Floriano Peixoto. El 2 de abril de 1894, el levantamiento fue aplastado y 493 rebeldes, incluidos 70 oficiales y el líder del motín, el almirante Luís Filipe de Saldanha da Gama, buscaron refugio a bordo de los buques de guerra portugueses. A pesar de las protestas del gobierno brasileño, Portugal otorgó refugio a los rebeldes y navegó al Río de la Plata, donde desembarcaron la mayoría de los refugiados. El incidente fue considerado como una violación de la soberanía brasileña y llevó a Brasil a romper las relaciones diplomáticas con Portugal. Las relaciones diplomáticas se restablecieron en 1895 por la administración Prudente de Morais.

### SigloXX
En el siglo XX, las relaciones entre los dos países fueron moldeadas por el tamaño mucho mayor y la economía más poderosa de Brasil. Por esta razón, la inversión brasileña en Portugal en los años setenta y ochenta fue considerablemente mayor que la inversión portuguesa en Brasil.

## Lazos políticos
Brasil y Portugal cooperan en foros multilaterales, y han sido socios en la promoción de la Reforma de las Naciones Unidas. Portugal ha presionado para que Brasil se convierta en miembro permanente del Consejo de Seguridad de las Naciones Unidas. Brasil y Portugal son miembros fundadores de la Comunidad de Países de Lengua Portuguesa, una organización intergubernamental de antiguas colonias portuguesas.
Brasil y Portugal firmaron el Tratado de Amistad, Cooperación y Consulta en Porto Seguro el 22 de abril de 2000, durante el 500.º aniversario del descubrimiento de Brasil. Este tratado regula la cooperación de Portugal y Brasil en foros internacionales, otorga a los brasileños en Portugal y a los portugueses en Brasil los mismos derechos bajo el Estatuto de Igualdad de portugueses y brasileños ("Estatuto de igualdade entre portugueses e brasileiros"); También se abordaron las formas culturales, científicas, tecnológicas, económicas, financieras, comerciales, fiscales, de inversión y otras formas de cooperación institucional. En 2016, se firmaron algunos memorandos durante la 12.ª Cumbre Brasil-Portugal en Brasilia, incluida la cooperación antártica.

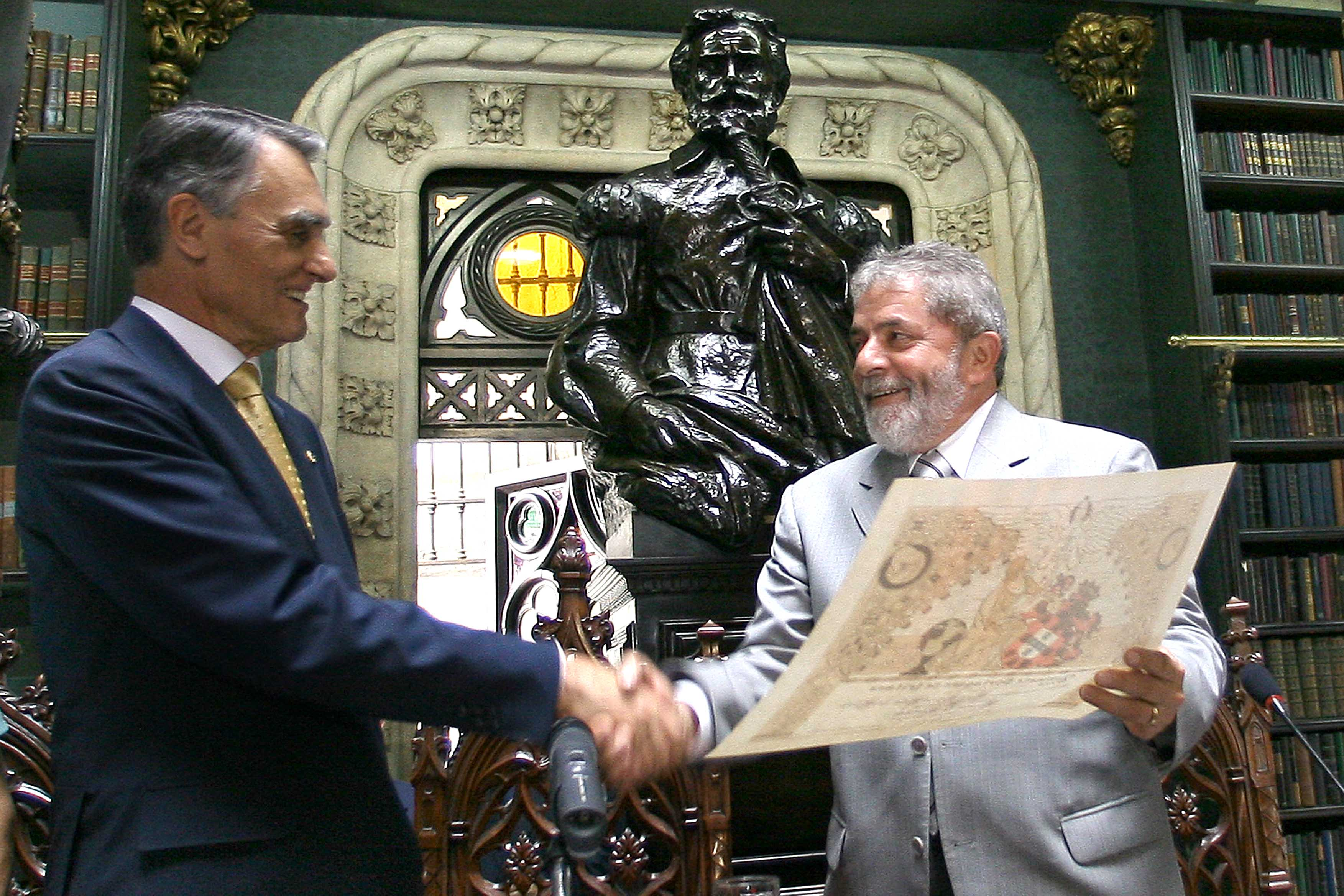
Lula y Aníbal Cavaco Silva reciben el "Laurel de Gratidão" en el Real Gabinete Portugués de Leitura en Río de Janeiro, 2008.

Los dos estados celebran regularmente cumbres para discutir temas bilaterales y acuerdos multilaterales y actuales. Un tema importante en la agenda bilateral en materia cultural es la promoción y difusión conjunta del portugués.

## Lazos económicos
Los lazos políticos y económicos son importantes hoy. Las empresas de ambos países participaron en fusiones en la década de 2000.
Se dijo que las relaciones entre los dos países se basaban en el gran tamaño de Brasil, por lo tanto, en su mercado económico y, en general, en una economía más poderosa. En los años setenta y ochenta, la inversión brasileña en Portugal fue mucho mayor que la inversión portuguesa en Brasil.
En términos económicos, la inversión directa de Portugal en Brasil ha crecido sustancialmente, y también ha habido un crecimiento constante en el comercio entre las dos naciones.

## Relaciones culturales

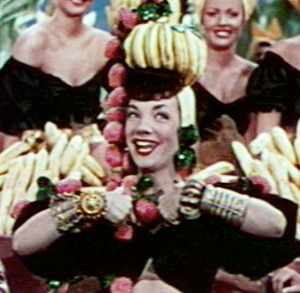
Carmen Miranda del tráiler de la película The Gang's All Here

Además de una comunidad de idioma y religión, ambos países son miembros de ACOLOP y son partes del mundo lusófono.
Portugal a veces se llama polémicamente la "patria" de Brasil. Una estatua de Pedro Alvares Cabral en Parque Ibirapuera en São Paulo alega que "los brasileños le deben todo a Portugal". Se dijo que la independencia de Brasil de Portugal en 1822 era una de las razones importantes para el declive de Portugal como líder mundial.
El estilo de arquitectura  azulejos  prevaleciente en Brasil se derivó de la era del dominio portugués. Las telenovelas brasileñas son populares en Portugal. Sin embargo, las relaciones étnicas entre los dos no fueron fuertes y se dijo que las "relaciones especiales" terminaron a fines del siglo XX. sin embargo, a los ciudadanos portugueses se les otorgan ciertos privilegios bajo la Constitución que otros extranjeros no tienen. Todavía existe una comunidad portuguesa en Brasil, al igual que una comunidad brasileña en Portugal. También se dice que el portugués "unió" a Brasil, donde, en el siglo XIX, solo segmentos del país hablaban el idioma con lenguas indígenas como el tupi prevaleciendo. Tras más colonos procedentes de Europa y esclavos africanos, el portugués se convirtió en un idioma universal en el país.
Sin embargo, los vínculos portugueses con Brasil fueron más débiles que los de otros imperios europeos como el Reino Unido, cuyas colonias enviaron soldados para luchar en ambas guerras mundiales. Los dissimalirites culturales también existen debido a la influencia nativa y africana, quienes adoptaron nombres portugueses pero conservaron un elemento de su propia cultura y la "indigenizaron" para crear una cultura brasileña "única" como en la danza y otras facetas. Estos fueron adoptados por la población blanca de Brasil, pero no estaban presentes en Portugal.
Los dos países también han prestado especial atención a la promoción y difusión de la lengua portuguesa en el mundo. Brasil y Portugal han firmado varios acuerdos bilaterales con el propósito de crear una ortografía unificada para el idioma portugués, para ser utilizada por todos los países que tienen el portugués como idioma oficial. Desde el 21 de abril de 2000, los ciudadanos brasileños pueden viajar a Portugal (y viceversa) sin una visa, debido al tratado de "Condición de igualdad" firmado entre los dos estados.

## Misiones diplomáticas
|  | de Portugal en Brasil - Brasilia (Embajada) - Belém (Viceconsulado) - Belo Horizonte (Viceconsulado) - Curitiba (Viceconsulado) - Porto Alegre (Viceconsulado) - Recife (Viceconsulado) - Fortaleza (Viceconsulado) - Río de Janeiro (Consulado General) - São Paulo (Consulado General) - Salvador (Consulado General) | de Brasil en Portugal - Lisboa (Embajada) - Faro (Consulado General) - Oporto (Consulado General) |

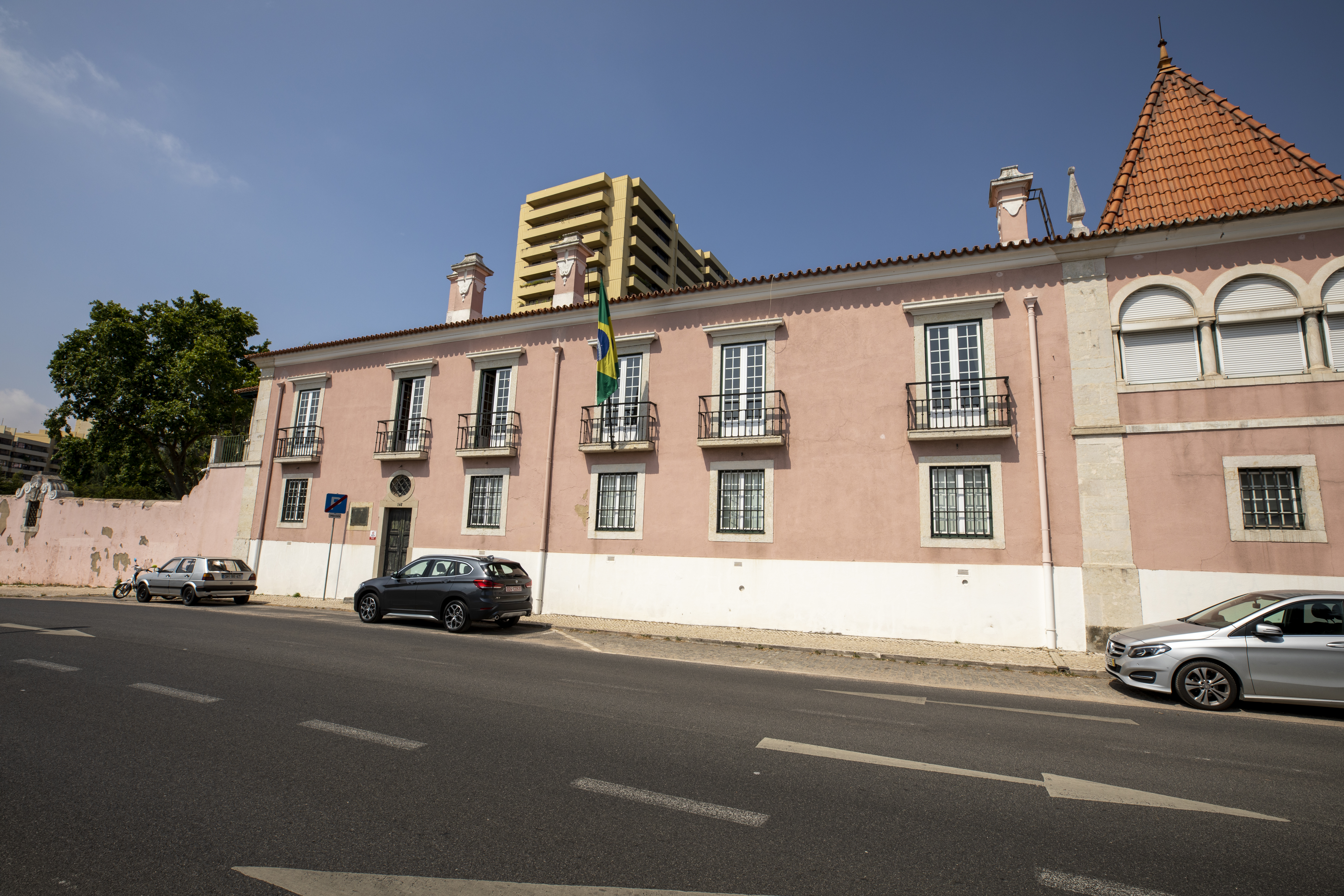
Embajada de Brasil en Lisboa
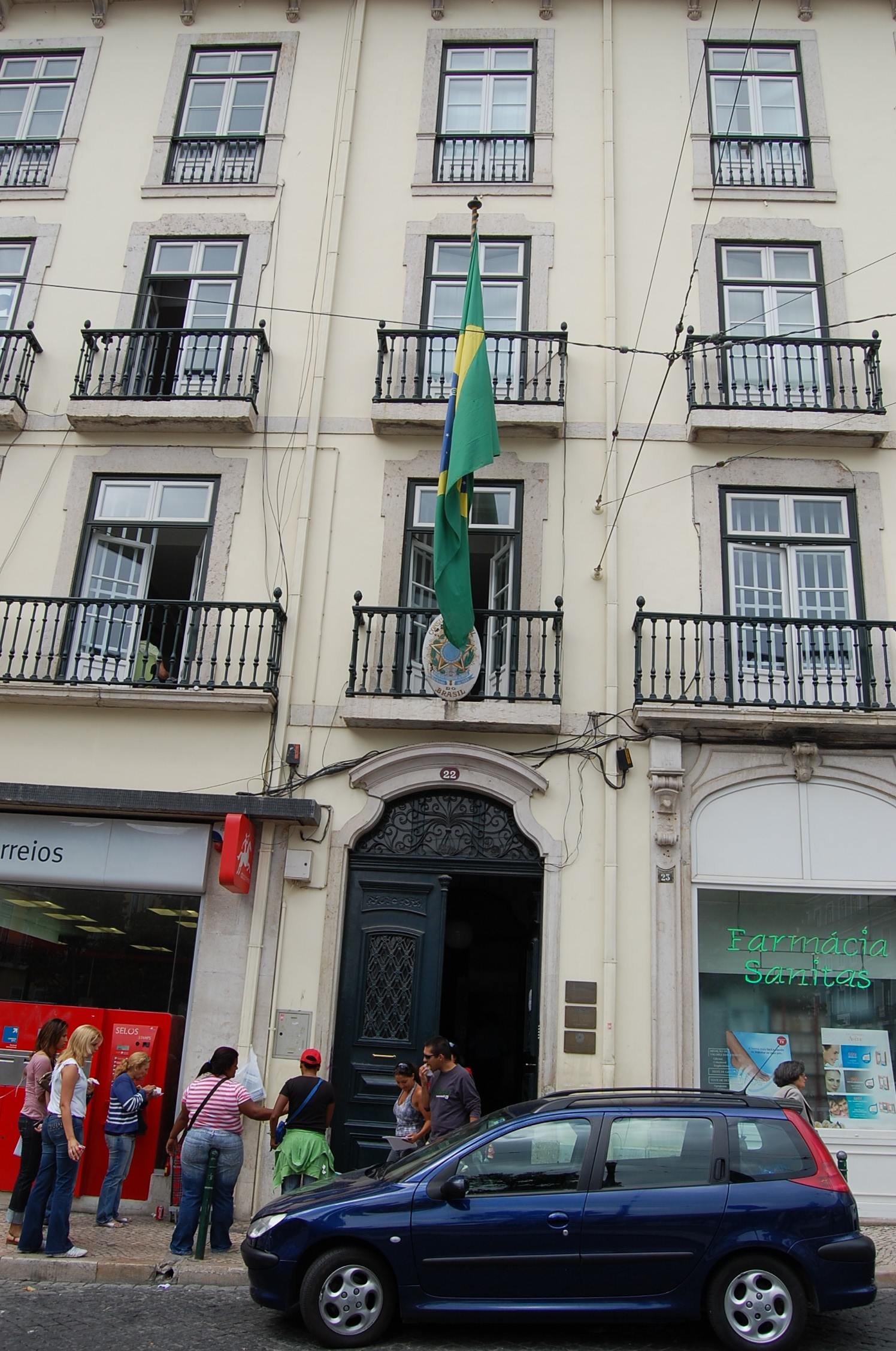
Consulado General de Brasil en Lisboa
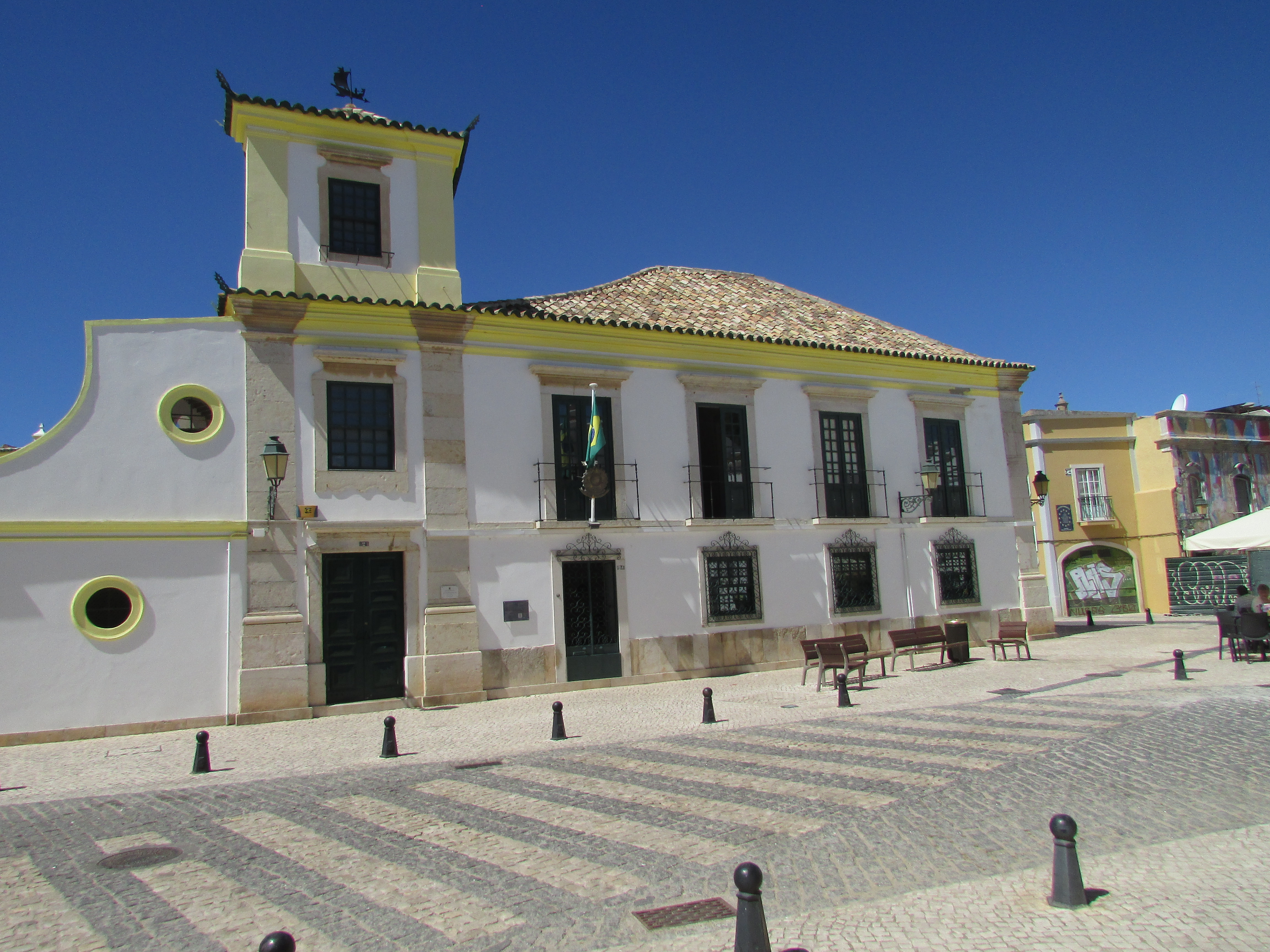
Consulado General de Brasil en Faro
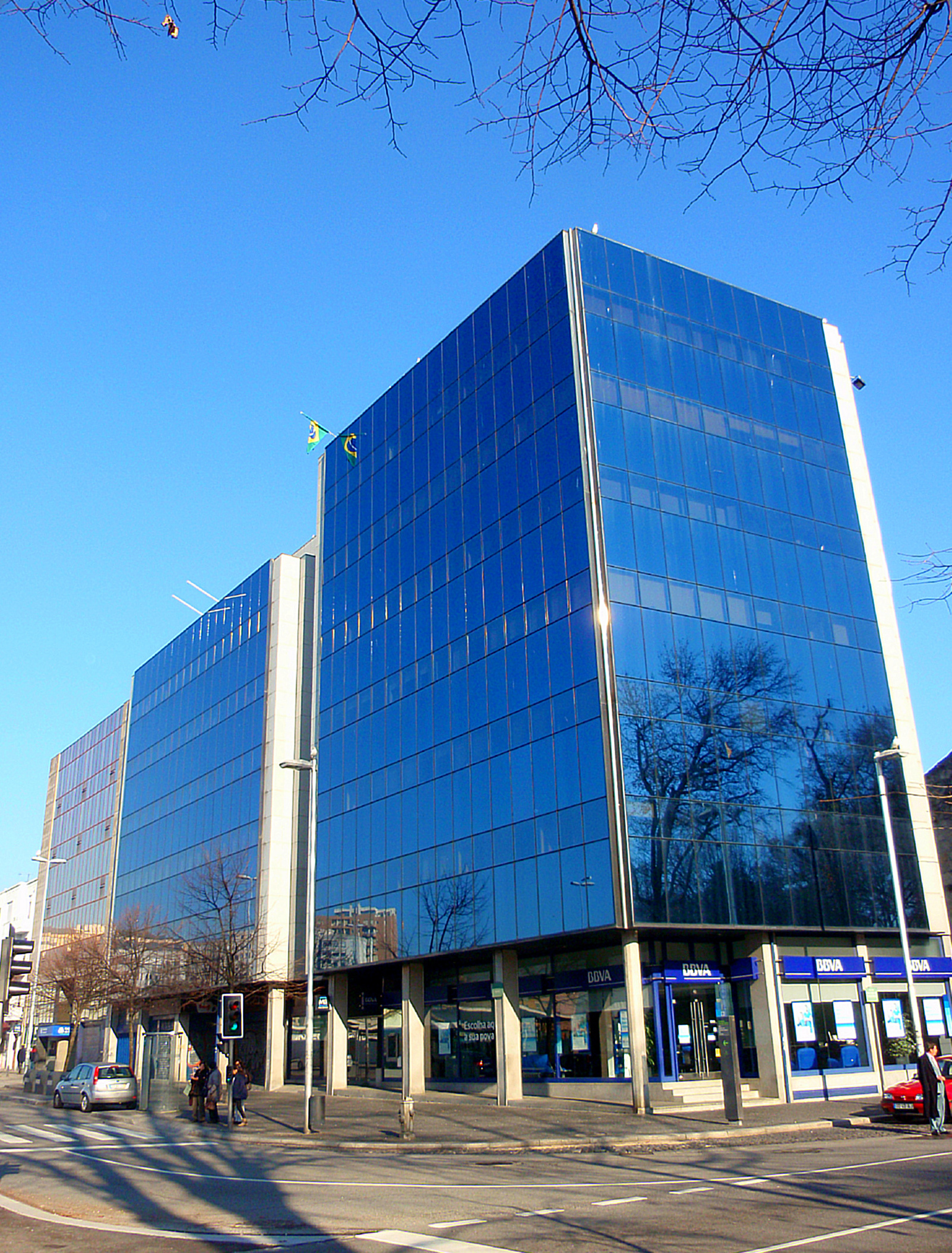
Consulado General de Brasil en Oporto

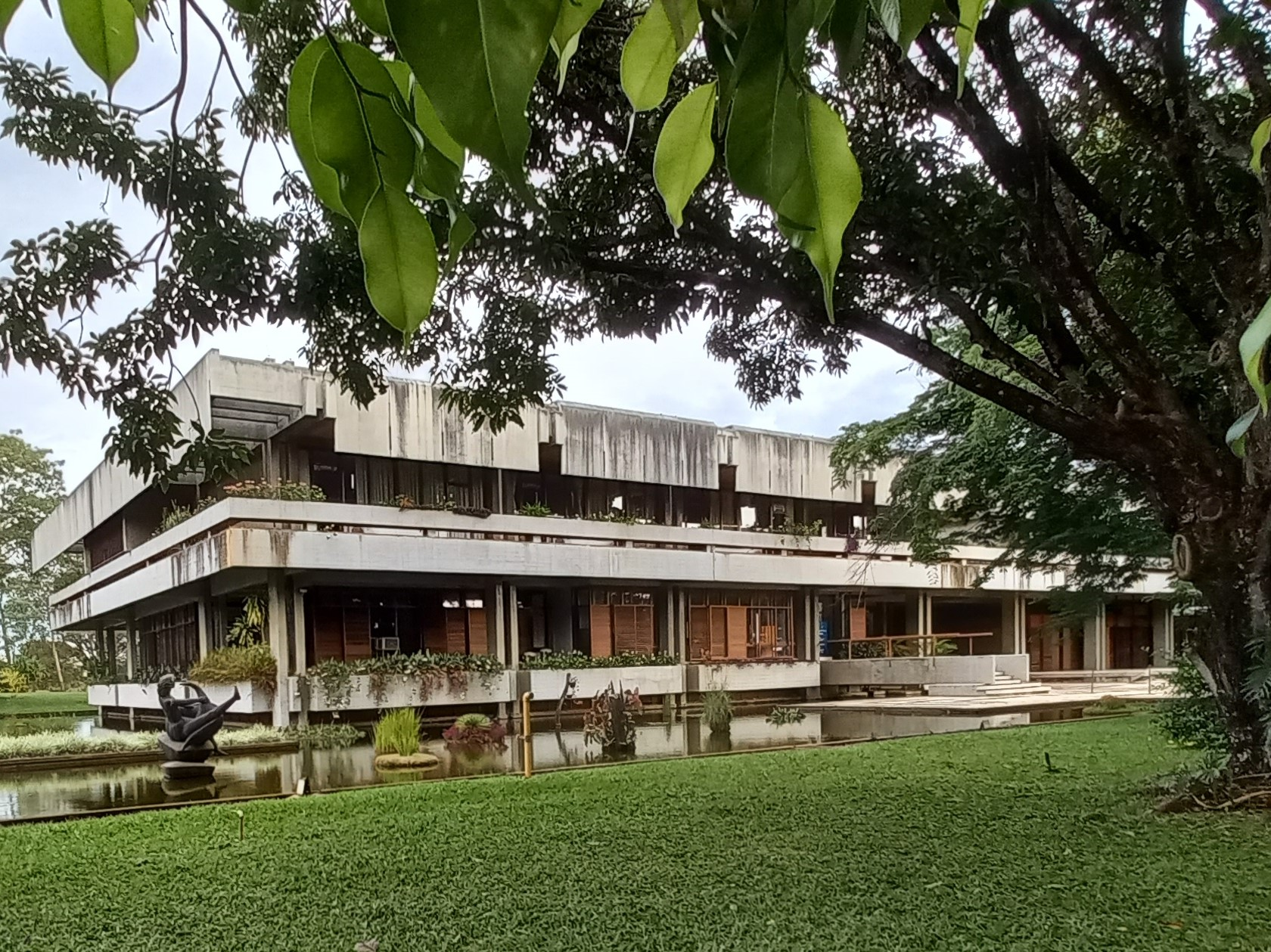
Embajada de Portugal en Brasilia
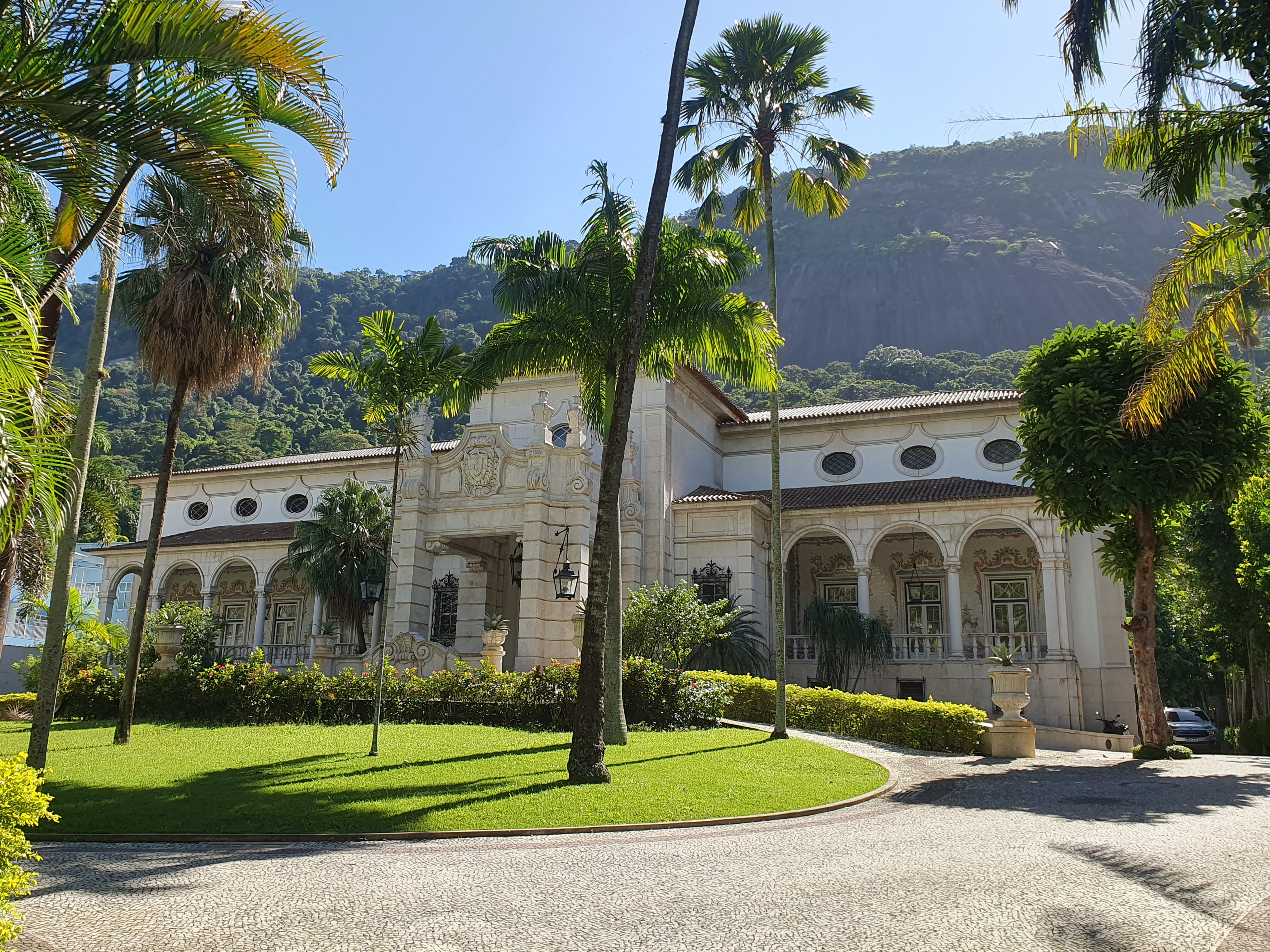
Consulado General de Portugal en Río de Janeiro
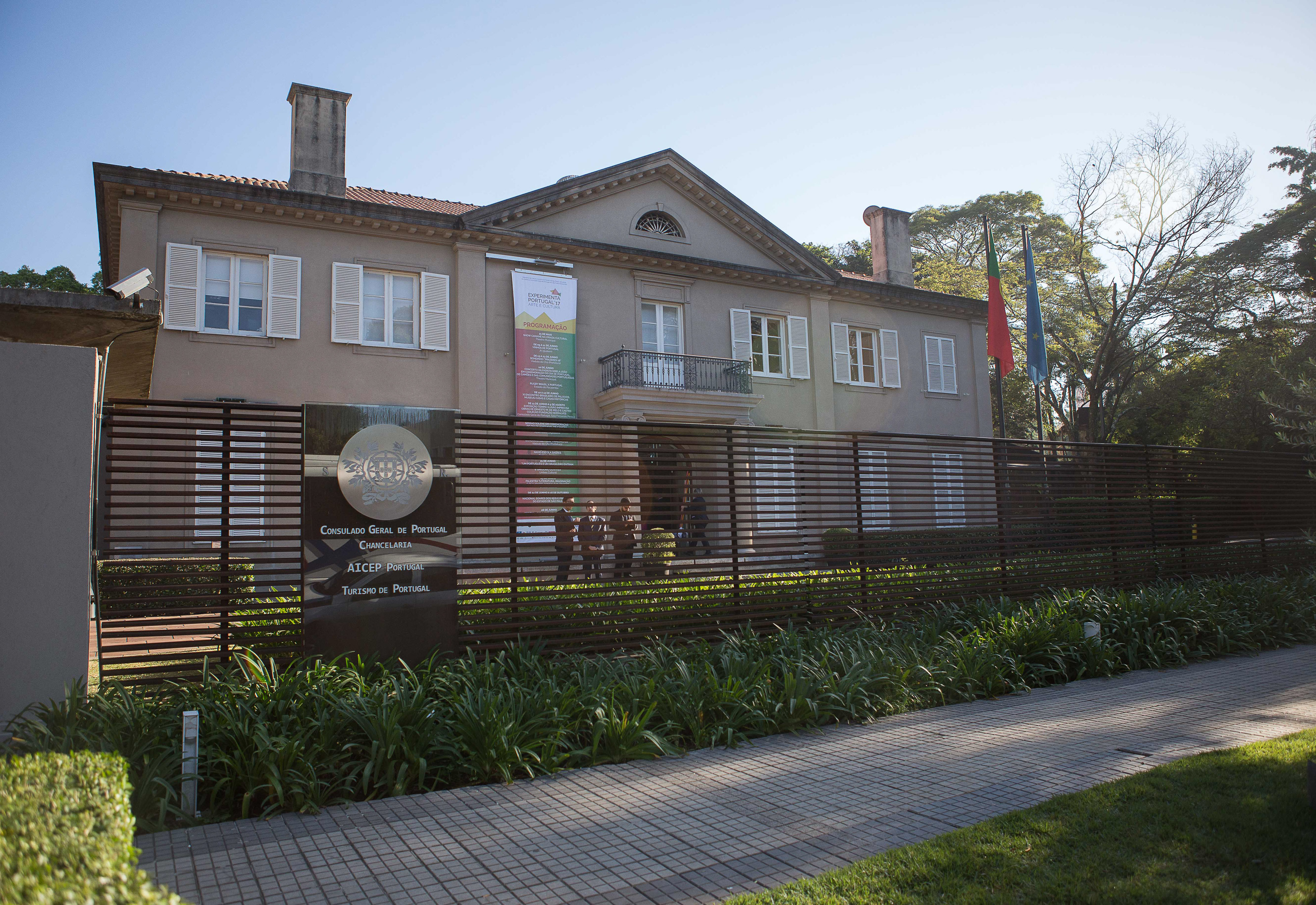
Consulado General de Portugal en São Paulo